# برنو بورژس
برنو وینیسیوس رودریگس بورژس (پرتغالی: Breno Vinicius Rodrigues Borges؛ زادهٔ ۱۳ اکتبر ۱۹۸۹) که با نام برنو شناخته می‌شود، بازیکن فوتبال اهل برزیل است.
وی فوتبال را در تیم سائوپائولو شروع کرد و در سال ۲۰۰۸ به بایرن مونیخ پیوست و یک نیم فصل را نیز در سال ۲۰۱۰ در تیم نورنبرگ بازی کرد.
برنو در بازی‌های المپیک تابستانی ۲۰۰۸ پکن عضو تیم ملی فوتبال زیر ۲۳ سال برزیل بود.

## بازداشت
برنو در ۲۴ سپتامبر ۲۰۱۱ به اتهام آتش زدن ویلای اجاره‌ای خود بازداشت شد، وی در ۶ اکتبر ۲۰۱۱ با قید وثیقه آزاد شد اما در تاریخ ۴ ژوئیه ۲۰۱۲ دادگاه وی را به ۳ سال و ۹ ماه زندان و پرداخت یک میلیون دلار خسارت محکوم کرد.

## افتخارات

### باشگاهی
سائو پائولو
- لیگ برزیل: ۱

۲۰۰۷
بایرن مونیخ
- جام حذفی فوتبال آلمان: ۱

۰۸–۲۰۰۷
- بوندس لیگا: ۱

۰۸–۲۰۰۷

### ملی
- تیم ملی فوتبال زیر ۲۳ سال برزیل بازی‌های المپیک تابستانی ۲۰۰۸: مدال برنز